# Habenaria leucosantha
Habenaria leucosantha är en orkidéart som beskrevs av João Barbosa Rodrigues. Habenaria leucosantha ingår i släktet Habenaria och familjen orkidéer. Inga underarter finns listade i Catalogue of Life.